# 綾見洋介
綾見 洋介 （あやみ ようすけ、1984年 -）は、日本の小説家。東京工業大学大学院修了。第15回『このミステリーがすごい!』大賞・隠し玉でデビュー。

## 略歴
2016年、『小さいそれがいるところ 根室本線・狩勝の事件録』が第15回『このミステリーがすごい!』大賞の隠し玉として出版されデビュー。

## 作品リスト

### 文庫
- 『小さいそれがいるところ 根室本線・狩勝の事件録』（2017年7月、宝島社）
- 『その旅お供します 日本の名所で謎めぐり』（2020年9月、宝島社）